# Skruva den som Beckham
Skruva den som Beckham (originaltitel: Bend It Like Beckham) är en brittisk komedifilm från 2002, regisserad av Gurinder Chadha och baserad på ett manus av Chadha, Paul Berges och Guljit Bindra.

## Handling
17-åriga Jess har vuxit upp i England men är av indisk/sikhisk familj. Hennes föräldrar vill att hon ska vara en trevlig traditionell indisk flicka precis som hennes syster Pinky, men Jess vill hellre spela fotboll, precis som sin stora hjälte David Beckham. En dag när hon spelar fotboll med sina vänner i parken upptäcks hon av Jules, som precis som Jess är besatt av fotboll. De två flickorna blir snabbt bästa vänner och lagkamrater. Deras vänskap sätts på prov när båda två blir förälskade i den snygge fotbollstränaren Joe.

## Om filmen
Titeln syftar på David Beckham och hans förmåga att skruva bollen vid frisparkar. Beckham och Victoria Beckham blev tillfrågade att vara med i filmen men kunde inte på grund av att de var upptagna.
Filmen blev genombrottet för skådespelerskan Keira Knightley. 
Några biroller spelades av Kulvinder Ghir och Nina Wadia, kända från BBC:s Curry nam-nam.
Filmens skildring av identitet, kultur och viktiga teman före sin tid har bidragit till dess tidlösa klassikerstatus.

## Rollista
| Parminder Nagra      | – Jesminder 'Jess' Kaur Bhamra |
| Keira Knightley      | – Juliette 'Jules' Paxton      |
| Jonathan Rhys Meyers | – Joe                          |
| Anupam Kher          | – Mr. Bhamra                   |
| Archie Panjabi       | – Pinky Bhamra                 |
| Shaznay Lewis        | – Mel                          |
| Frank Harper         | – Alan Paxton                  |
| Juliet Stevenson     | – Paula Paxton                 |
| Shaheen Khan         | – Mrs. Bhamra                  |
| Ameet Chana          | – Tony                         |
| Pooja Shah           | – Meena                        |
| Paven Virk           | – Bubbly                       |